# Museu i Galeria Nacional de Cardiff
El Museu i Galeria Nacional de Cardiff, és al conjunt d'edificis eduardians que configuren el complex cívic de Cathays Park. La construcció va començar el 1912 però per mor de la Primera Guerra Mundial no es va poder inaugurar al públic fins al 1927. Forma part del Museu i Galeria Nacional de Gal·les.

## Col·leccions d'art
El museu és, sobretot, conegut per la col·lecció de les germanes Davies. Les germanes van donar llur col·lecció al museu durant els anys 50 i 60, incloent:
- La major col·lecció de pintures d'Honoré Daumier i les més importants obres de Jean-François Millet al Regne Unit.
- Diverses pintures de Venècia, i versions de la Catedral de Rouen i els Nenúfars, per Monet.
- El Petó de Rodin, realitzat en bronze.
- La Parisenca de Pierre-Auguste Renoir.

I diverses obres de Van Gogh, Manet i Cézanne.